# Forti FG03
El Forti FG03 fue el coche con el que el equipo Forti compitió durante parte de la temporada 1996 de Fórmula 1. Fue diseñado por Chris Radage y Riccardo de Marco. Lo conducían Luca Badoer y Andrea Montermini, ambos en su primer año con el equipo.

## Descripción general
El coche fue diseñado como sustituto de la lenta y engorrosa versión "B" del FG01 que el equipo había utilizado de forma limitada en 1995 y principios de 1996. Presentado en Imola, supuso un gran paso adelante en términos de carga aerodinámica. y sensibilidad; sin embargo, sólo terminó una vez, en su carrera de debut, y ambos pilotos no lograron alcanzar el 107% de tiempo para los Grandes Premios de España y Gran Bretaña. Al final, el FG03 resultó demasiado pequeño, llegó demasiado tarde y Forti fracasó en el GP de Alemania.
El equipo quedó último en el Campeonato de Constructores, sin puntos.

## Livery
El FG03 se utilizó originalmente con una pintura amarilla. Antes del Gran Premio de España, Shannon Racing se hizo cargo del equipo con una nueva decoración verde y blanca.

## Usos posteriores
Actualmente se utiliza un FG03 para experiencias de F1 en Northamptonshire.
El coche compitió en la BOSS GP Series en 2016, 2018 y 2019.

## Resultados
(Clave) (negrita indica pole position) (cursiva indica vuelta rápida)

| Año     | Motor   | Neu. | N.º | Pilotos           | 1   | 2   | 3   | 4   | 5   | 6   | 7   | 8   | 9   | 10  | 11  | 12  | 13  | 14  | 15  | 16  | Puntos | Pos. |
| ------- | ------- | ---- | --- | ----------------- | --- | --- | --- | --- | --- | --- | --- | --- | --- | --- | --- | --- | --- | --- | --- | --- | ------ | ---- |
| 1996    | Ford V8 | G    |     |                   | AUS | BRA | ARG | EUR | SMR | MON | ESP | CAN | FRA | GBR | GER | HUN | BEL | ITA | POR | JPN | 0      | 11.º |
| 1996    | Ford V8 | G    | 22  | Luca Badoer       |     |     |     |     | 10  | Ret | DNQ | Ret | Ret | DNQ | DNP |     |     |     |     |     | 0      | 11.º |
| 1996    | Ford V8 | G    | 23  | Andrea Montermini |     |     |     |     |     | DNS | DNQ | Ret | Ret | DNQ | DNP |     |     |     |     |     | 0      | 11.º |
| Fuente: |         |      |     |                   |     |     |     |     |     |     |     |     |     |     |     |     |     |     |     |     |        |      |